# Doratogonus
Doratogonus é um género de milípede da família Spirostreptidae.

## Espécies
- Doratogonus annulipes
- Doratogonus avius
- Doratogonus barbatus
- Doratogonus bilobatus
- Doratogonus castaneus
- Doratogonus circulus
- Doratogonus cristulatus
- Doratogonus falcatus
- Doratogonus flavifilis
- Doratogonus furculifer
- Doratogonus herberti
- Doratogonus hoffmani
- Doratogonus infragilis
- Doratogonus krausi
- Doratogonus levigatus
- Doratogonus liberatus
- Doratogonus major
- Doratogonus meridionalis
- Doratogonus minor
- Doratogonus montanus
- Doratogonus natalensis
- Doratogonus praealtus
- Doratogonus precarius
- Doratogonus rubipodus
- Doratogonus rugifrons
- Doratogonus septentrionalis
- Doratogonus stephensi
- Doratogonus subpartitus
- Doratogonus transvaalensis
- Doratogonus xanthopus
- Doratogonus zuluensis